# Никола Ковачевић (адвокат)
Никола Ковачевић (Београд, 16. јун 1989.) је српски правник специјализован за избегличко и миграционо право као и за права особа лишених слободе, жртава мучења и другог суровог, нељудског и понижавајућег поступања и кажњавања и права особа арбитрарно лишених слободе. Добитник је Нансенове награде за рад са избеглицама за Европу (2021. године) коју додељује УНХЦР и члан је Европског комитета за превенцију мучења и нељудског и понижавајућег поступања и кажњавања (CPT).

## Биографија

### Образовање
Никола Ковачевић је завршио Основну школу Вук Караџић, као и гимназију Свети Сава у Београду. Дипломирао је на Правном факултету Универзитета Унион у Београду, а мастер студије завршио је на Универзитету у Есексу (University of Essex) на смеру - Међународно право људских права, где је написао мастер тезу у којој се бавио применом концепта сигурне треће земље у поступку азила. Докторанд је на Правном факултету Универзитета Унион у Београду где се бави питањем људских права бегунаца у екстрадиционом поступку. Поред матерњег српског језика, течно говори енглески језик и служи се француским језиком.
Од  2011. године је похађао више експертских курсева и обука попут HELP курса Савета Европе о азилу и миграцијама и УНХЦР и ЕКРЕ напредних курсева (ELENA Advanced Course) о стратешком заступању и заштити права избеглица. Током 2022. године успешно је прошао курс за предавача у области избегличког права угледног Међународног института за хуманитарно право у Санрему.

### Експертске области
Гране права у којима се Ковачевић специјализовао су међународно право људских права, избегличко и миграционо право и кривично право. Уску експертизу поседује у области забране мучења и другог суровог, нехуманог или понижавајућег поступања или кажњавања, забране протеривања (non-refoulement), екстрадиције, права на слободу и безбедност личности, права на ефикасан и делотворан правни лек и забране колективног протеривања.
Такође, Ковачевић се бави мониторингом места лишења слободе на националном и интернационалном нивоу као члан ЦТП-ија: затвора, притвора, полицијских притвора, транзитних зона, центара за азил и прихватних центара и других места на којима се могу наћи особе лишене слободе. У сфери Ковачевићевог рада су и правно заступање на националном и интернационалном нивоу осуђеника, притвореника и жртава мучења и других облика злостављања, особа која су у поступцима протеривања и екстрадиције, особа које су арбитрарно лишене слободе и жртава колективног протеривања.
Ковачевић се такође бави заступањем избеглица, тражилаца азила и миграната на националном и међународном нивоу, мониторингом граница и прекограничном сарадњом и заступањем жртава незаконитих граничних пракси. Највећу страст проналази у заступању пред Уставним судом Републике Србије, Европским судом за људска права, Уговорним телима и Специјалним процедурама Уједињених нација.
Од 2021. године Николи Ковачевићу је одобрено да делује као правни заступник пред Европским судом за људска права без обавезе да буде адвокат.

### Каријера
Ковачевић се још у студентским данима определио за рад са особама лишеним слободе, када је као члан старог и аутентичног тима Београдског центра за људска права почео да обилази казнено-поправне установе по Србији и да извештава о остваривању и заштити људских права осуђеника и притвореника. Један је од првих чланова Националног механизма за превенцију тортуре који је успостављен под окриљем Заштитника грађана Републике Србије 2012. године, а сагласно обавезама које су проистекле из Опционог Протокола уз Конвенцију против мучења и другог суровог и нељудског или понижавајућег поступања или кажњавања.
Као студент свакодневно је пратио геополитичка и остала дешавања у деловима света из којих најчешће долазе избеглице. Пратио је извештаје из ратних подручја, читао књиге, гледао документарце и филмове. Његово прво правно саветовање једне избегличке породице десило се у Боговађи 2012. године, када је схватио ”колико је тај посао интересантан и колико је леп, али и колико може да да смисао професионалном позиву, јер се директно налазиш у могућности да некоме пружиш помоћ, да некоме, бар мало, побољшаш животну ситуацију”.
У периоду од 2012. године, као пуномоћник у поступку азила, заступао је више од 30% особа које су добиле уточиште или супсидијарну заштиту у Републици Србији, што је био и један од разлога за Нансенову награду. Посебно се истакао и предметима у којима је спречавао принудна враћања избеглица за аеродрома „Никола Тесла“ у Београду, а у земље порекла и треће земље у којима је постојао ризик од погубљења, арбитрарног притварања, злостављања и других тешких облика кршења људских права. Његове правне интервенције у погледу поступања граничних власти на аеродрому подразумевале су и обраћање Европском суду за људска права са захтевима за привремене мере и то у предметима: П. против Србије, Ахмед Исмаил (Shiine Culay) против Србије, Х.Г.Д. против Србије (App. No. 3158/20), Озен против Србије, и Çapan против Србије.
Био је део правног тима у првом и једином случају злостављања који је доказан пред Уставним судом (УЖ 4100/2013), као и правни заступник у предмету Јевтовић против Србије у коме је утврђено да је подносилац представке злостављан у Казнено-поправном затвору у Пожаревцу – Забела. У једном од поступака пред Уставним судом (УЖ 3576/2016) успешно је заступао и свог великог пријатеља, Момира Турудића, новинара Времена, кога су полицијски службеници Полицијске станице Стари град арбитрарно лишили слободе, што је детаљно описано у Момировим текстовима Како је новинар Времена допао ћелије, Заштитник против грађана и Новинар Времена у театру апсурда.
Од 2015. године, Ковачевић је аутор АИДА (информациона база података о азилу) Извештаја за Србију коју уређује Европски савет за избеглице и изгнанике (ECRE). Овај извештај садржи детаљне информације о српском систему азила, садржи оцене о ефикасности поступка азила, интеграције, и других области које су од значаја за остваривање и заштиту људских права избеглица и тражиоца азила. У оквиру ЕКРЕ мреже, од 2016. године је и ЕЛЕНА (Европска правна мрежа за азил) координатор за Србију.
Од 2016. године, Ковачевић је сарадник у настави на Правном факултету Универзитета Унион у Београду, а од 2019. године и асистент на катедри за кривично право где држи вежбе из кривичног права и кривичног процесног права. Од 2022. године је и предавач на Међународном институту за хуманитарно право у Санрему.
У августу 2019. године, Комитет против тортуре Уједињених нација утврдио је одговорности Републике Србије у случају Ayaz против Србије, а због изручења подносиоца представке у Турску супротно члану 3 УН Конвенције против мучења. Ковачевић је у наведеном предмету поступао као правни заступник. Као правни заступник поступао је и у историјској одлуци Уставног суду у којој је ово тело по први пут установило кршење забране колективног протеривања 17 избеглица из Авганистана (УЖ 1823/2017). Био је и део правног тима у чувеној пресуди Великог већа Европског суда за људска права Илиас и Ахмед против Мађарске, у коме је срушена пракса аутоматске примене концепта сигурне треће земље у Мађарској.
Од 2019. године ради у Центру за истраживање и развој друштва ИДЕАС у коме је након готово 10 година рада у области људских права добио пуну слободу да се питањем азила и миграција бави на аутентичан начин који подразумева да клијенти - људи који су изгубили све - имају централну улогу, а не пројектне активности, некомпетентност, флоскуле и демагогија о људским правима. Исте године у ИДЕАС-у настаје и Програм за азил и миграције који окупља младе правнике, политикологе и припаднике других професија који својим радом, залагањем и личном мисијом теже да помогну особама у потреби за међународном заштитом.
У септембру 2021. године уручена му је Нансенова награда УНХЦР за Европу због свог доприноса развоју система азила у Србији, борби против незаконитих граничних пракси које назива сумраком владавине права и људских права на границама и јавном заговарању за људска права избеглица и тражилаца азила. Ту награду види као опомену да никада поново не помисли да напусти рад са избеглицама, што је умало урадио када му је онемогућено да заступа породицу убијеног дечака из Авганистана. Резолуцијом CM/ResCPT(2021)3, усвојеном од стране Комитета министара Савета Европе 22. септембра 2021. године, изабран је и за члана Европског комитета за спречавање мучења и нељудског или понижавајућег поступања или кажњавања.
У својој каријери, Ковачевић је био аутор и уредник извештаја из сенки (shadow reports) који су достављани Комитету за људска права, Комитету против тортуре, Комитету за економска, социјална и културна права, а од 2018. до 2022. године је био координатор Радне групе за тортуру Платформе Уједињених нација за сарадњу механизмима људских права Уједињених нација.
Као екстерни експерт, сарађује са Међународном организацијом за миграције (ИОМ) и А11 – Иницијативом за економска и социјална права и другим организацијама цивилног друштва од којих је био ангажован као експерт и предавач у областима забране злостављања и заштите људских права избеглица и тражиоца азила.  Од 2021. године је и члан Саветодавног одбора Београдског међународног правног круга.
Ковачевићев рад подразумева и честе иступе у медијима у којима настоји да проблеме избеглица, миграната и тражилаца азила приближи широј јавности, али и са циљем да се понуди контра-тежу ксенофобним и исламофобним наративима које стварају десничарске политичке партије и групе које у својим јавним наступима прибегавају насиљу и говору мржње. Био је асистент и саговорник у бројним документарцима попут Ничија деца I и Ничија деца II ауторке новинарке Инсајдера Иване Стојановић и Pushback и опасне игре чувене и вишеструко награђиване новинарке Бојане Лекић са којом је сарадњу остварио у њеној чувеној трилогији „Доказ“ која се бави неадекватном употребом мере притвора. Ковачевић тежи да у различитим форматима, попут подкаста Агеласт сензитивише јавност, али и приближи приче својих клијената, и укаже на значај поштовања људских права избеглица и тражилаца азила, наслеђе Конвенције о статусу избеглица и значај постојања културе људских права. Аутор је и једног од најчитанијих текстова на порталу Пешчаник, Новак Ђоковић, X. и Y.

### Награде
Ковачевић је добитник регионалне награде Нансен за помоћ избеглицама за Европу 2021. године коју додељује УНХЦР и прва је особа из Србије и са Балкана која је добила ово признање. Награду је добио због „његове посвећености пружању правне помоћи избеглицама и тражиоцима азила у Србији”.  Ковачевић је својим радом „допринео значајним побољшањима система азила у Србији, укључујући и повећање броја избеглица којима је одобрен азил”.  Значајном броју избеглица је помогао да добију приступ заштити у Републици Србији и континуирано им пружао правну помоћ. Његов се допринос не огледа само у пружању правне подршке у азилном процесу, него континуирано помаже тражиоцима азила и избеглицама да пронађу склониште, нађу посао, али и да остваре приступ образовном и здравственом систему.
Стипендиста је и британске Владе Chevening која му је омогућила школовање на Универзитету у Есексу 2017. и 2018. године. Изабран је за личност године недељника Време 2022. године.

### Приватни живот
Никола Ковачевић је велики љубитељ Толкина и његове митологије. Свог најбољег пријатеља, ротвајлера Гилета, назвао је по једном од Толкинових ликова - Гил-галад. Обожава животиње и своје псе Нансин и Мику, и мачку Мс. П. Љубитељ је и Рагбија 13 (Rugby League) и посебно аустралијске националне рагби лиге NRL.

## Правне анализе, студије, публикације и приручници
1. Recommendations on How to Improve the Legislative Framework and Practices Regarding the Prevention and Punishment of Ill-Treatment in Serbia, BCHR, Belgrade 2012[63]
2. Religious Rights of Convicts and Pre-trial detainees in the Republic of Serbia, Nikola Kovačević and Nevena Nikolić, Konrad-Adenauer-Stiftung, Belgrade 2013[64]
3. Promoting the Reform of Pretrial Detention in CEE-FSU Countries – Introducing Good Practices, Ivóna Bieber, Cristinel Buzatu, Zsófia Moldova, Nóra Novoszádek, Hungarian Helsinki Committee, Budapest 2013[65]
4. Life After Prison, Jelena Srnić, Nikola Kovačević and Nevena Nikolić, NEOSTART, Belgrade 2014[66]
5. Pre-trial Detention - Ultima ratio?, Nikola Kovačević, Žarko Marković i Nevena Nikolić, BCHR, Belgrade 2014[67]
6. Reducing Overcrowding in Penitentiaries in Serbia: Effects of the 2010–2015 Strategy for the Reduction of Overcrowding within the Penitential Facilities in the Republic of Serbia, Nikola Kovačević, BCHR, Belgrade 2015[68]
7. Prohibition of ill-treatment: the Notion of Torture, Inhumane and Degrading Treatment and Effective Investigation in relation to credible allegations on ill-treatment: legal framework and practice in the Republic of Serbia, Nikola Kovačević, Radmila Dragičević Dičić, Gordana Jekić Bradajić and Jugoslav Tintor, BCHR, Belgrade, 2017[69]
8. Human Rights of Migrants in Serbia, Baseline Study, IOM, Belgrade 2019[70]
9. Internal Police Oversight Mechanisms in the Republic of Serbia, Nikola Kovačević, Council of Europe, Belgrade 2020[71]
10. Analysis of Measures Derogating from Human and Minority Rights during the State of Emergency in the Republic of Serbia caused by the Epidemic of Infectious Disease COVID-19, A11 – Initiative for Economic and Social Rights, Belgrade 2020[72]
11. Deprivation of Liberty of Refugees, Asylum Seekers and Migrants in the Republic of Serbia through Measures of Restriction and Measures of Derogation from Human and Minority Rights made under the Auspices of the State of Emergency, A11 – Initiative for Economic and Social Rights, Belgrade 2020[73]
12. Walking on the wire - The impact of the Epidemic of Infectious Disease COVID-19 on the Asylum System in the Republic of Serbia – expecting the "second wave" - preliminary findings, IDEAS, Belgrade 2020[74]
13. (co-author) Eliminating Incentives for Torture, Baseline Study, Fair Trials and OSCE-ODHIR, 2020[75]
14. Precondition for Integration – the Right to Work of Refugees and Asylum Seekers in the Republic of Serbia, A11 – Initiative for Economic and Social Rights, Belgrade 2021[76]
15. Guidelines for the identification and procedures for determining the status of unaccompanied refugee and migrant children, Marko Milanović, Ivana Krstić, Nikola Kovačević and Bogdan Krasić, IDEAS, Belgrade 2021[77]
16. Manual: Prohibition of Torture and Other Forms of Ill-treatment, Nikola Kovačević, Human Rights Action, Podgorica 2021[78]
17. Documenting Human Rights Violation on the Serbian-Croatian Border: Guidelines for Reporting, Advocacy and Strategic Litigation, Nikola Kovačević, Rosa-Luxemburg-Stiftung Southeast Europe, Belgrade 2021[79]
18. Investigation, Criminal Prosecution and Sanctioning of Foreign Fighters – International Standards, Legal Framework and Practice of Judicial Authorities of the Republic of Serbia, Nikola Kovačević, Serbian Helsinki Committee, Belgrade 2021[80]
19. Novak Djokovic, X. and Y., Nikola Kovačević, Peščanik, Belgrade 2022[81]
20. Extradition, or about bad lawyers, Nikola Kovačević, Peščanik, Belgrade, 2022[82]

## Научни чланци
- Application of the Safe Third Country Concept in Hungary and Serbia in post 2015/2016 refugee crisis in the Western Balkans, University of Essex – School of Law, LL.M International Human Rights Law, Dissertation, 2018[83]
- The Normative Regulation of Prohibition of Ill-treatment in the Criminal Law Framework of the Republic of Serbia, Milan Žarković, Ivana Bodrožić and Nikola Kovačević, International scientific conference ‘Towards a Better Future: Democracy, EU Integration and Criminal Justice, Faculty of Law University ‘St. Kliment Ohridski’, Bitola, 2019, Vol. 1, pp. 166-176[84]
- The principle of non-refoulement in the Practice of the Constitutional Court of Serbia in the Light of Generally Recognized Rules of the International Law: From Recognition to the Lack of Implementation, Pravni zapisi, XI, No. 1/2020, pp. 229 – 253[85]
- Refugee Status Determination Procedure and Mental Health of the Applicant: Dynamics and Reciprocal Effects, Maša Vukčević Marković, Jovana Bjekić and Nikola Kovačević, Frontiers in Psychiatry, Vol. 11.[86]
- Human Rights of Foreigners Refused Entry and Detained at Airport Transit Zones: From Novak Đoković Saga to the Arbitrary Detention of H.G.D., Nikola Kovačević, Pravni zapisi, XIII, No. 1/2022, pp. 129 – 153[87]